# Emberi jogok
Az emberi jogok azok a jogok és szabadságjogok, amelyek minden embert születésüktől fogva egyenlően megilletnek. Olyan alapvető polgári és politikai jogokat foglalnak magukba, mint az élethez vagy a szabadsághoz való jog, a vélemény és kifejezés szabadsága, a törvény előtti egyenlőség, valamint gazdasági, szociális és kulturális jogokat, mint a kulturális életben való szabad részvétel joga, élelemhez, neveléshez és munkához való jog.
Az ENSZ Közgyűlése 1950-ben december 10-ét jelölte ki az emberi jogok napjának, annak emlékére, hogy 1948. december 10-én fogadták el az Emberi Jogok Egyetemes Nyilatkozatát.

## Az emberi jogok történeti fejlődése

### Az angol fejlődés
Az első jogok biztosítása először az 1215-ben kiadott Magna Carta Libertatum, illetve az 1225-ös megújítása következtében jelent meg. Négy évszázaddal később, az 1628-ban megjelent Petition of Rights a kényszerintézkedések ellen tiltakozva követelte annak biztosítását, hogy törvényes ítélet nélkül  senkit ne lehessen letartóztatni, illetve bebörtönözni. Az 1689-es Bill of Rights a parlament jogainak biztosítását tartalmazta. 1689 a Jognyilatkozat megszületésének éve, mely máig érvényben van Nagy-Britanniában.

### Az Egyesült Államok
Az Egyesült Államok jogrendjében kezdetektől, vagyis az 1776-ban elfogadott függetlenségi nyilatkozattól fogva jelen volt az alapvető szabadságjogok biztosítása és az egyenlőség elve.

### Franciaország
Franciaországban a francia forradalom után, 1789 augusztusában létrejött Emberi és polgári jogok nyilatkozata deklarálta először (és azóta is maradandóan) az emberi jogok sérthetetlenségét. A dokumentum a következő alapvetéssel kezdődik:
„Minden ember szabadnak és jogokban egyenlőnek születik és marad; a társadalmi különbségek csakis a közösség szempontjából való hasznosságon alapulnak.”

### Magyarország
Magyarországon a kiegyezés után lendült fel az emberi jogok védelme. 1878-ban a Büntető Törvénykönyv módosításával bevezették a személyes szabadság és sérthetetlenség elvét. 1895-ben törvény született a vallásszabadságról, 1914-ben pedig a sajtószabadságról. A II. világháború után az 1946. évi I. törvény, a köztársasági törvény foglalkozik az emberi jogok védelmével. Az 1949-ben elfogadott szovjet típusú alkotmány általánosítva tartalmazta a legfontosabb szabadságjogokat.

## Az emberi jogok újkori fejlődése
Eredetileg a nemzetek saját maguk számára próbálták deklarálni az emberi jogokat, később azonban megjelent a törekvés a nemzetköziségre. Ez a törekvés a világháborúk miatt ugyan visszaesett, azok befejeztével azonban még erőteljesebben folytatódott. Ezen folyamat legfontosabb pontja az ENSZ 1945-ös alapokmánya illetve az 1950. november 4-én aláírt Római egyezmény.

## A legfontosabb emberi jogi dokumentumok

### Az Emberi jogok egyetemes nyilatkozata
A nemzetközi közösség 1948-ban, az Emberi jogok egyetemes nyilatkozatának elfogadásával tett tanúbizonyságot az emberi jogokkal kapcsolatos elkötelezettségéről. Az ENSZ-dokumentum alapvetéseit számos nemzeti és nemzetközi jogszabályba átültették azóta, a benne foglalt normák jogi ereje ma már megkérdőjelezhetetlen.

### AzEmberi jogok európai egyezménye
Az Emberi jogok európai egyezményét, amelyet 1950-ben fogadtak el Rómában, az Európa Tanács összes tagországa megerősítette, és rendelkezéseinek aláveti magát. Mind a 27 uniós tagállam részes fele az egyezménynek. Az elfogadása óta 16-szor módosították a jogszabályt, azaz kiegészítő jegyzőkönyvekkel toldották meg az alapszöveget.
Ez az egyezmény hozta létre az Emberi Jogok Európai Bíróságát, közkeletű nevén a strasbourgi bíróságot, amelyhez mindenki fordulhat, akinek az egyik tagállam megsérti az emberi jogait, és az adott országban nem kap elégtételt. Magyarország 1992 végén írta alá az egyezményt.

### AHelsinki záróokmány
Európa és Észak-Amerika kormányai 1975. augusztus 1-jén írták alá a Helsinki záróokmányt, amelyben kötelezettséget vállaltak arra, hogy tiszteletben tartják az emberi jogokat. Helsinki azóta az emberi jogok és egy tekintélyes civil emberi jogi mozgalom védjegye. Ennek az emberi jogi dokumentumnak a nyomán alakultak meg azok a nevükben a záróokmányra utaló öntevékeny csoportok (Magyarországon a Magyar Helsinki Bizottság), amelyek saját államaikon kérték számon az egyezményben garantált jogokat.

## Az első teljes áttörés
2010-ben Mexikó Chiapas szövetségi állama, 2011. július 19-én pedig Felipe Calderón elnök aláírásával az egész ország a Földön elsőként az Alkotmányába foglalta az összes emberi jogot a Fiatalok az Emberi Jogokért emberi jogi kampánya hatására.

## Az emberi jogok világnapja
December 10. az emberi jogok világnapja, amikor az Emberi Jogok Egyetemes Nyilatkozata 1948. évi elfogadásának évfordulóját ünnepeljük.

## Kapcsolódó szócikk
- Az emberi jogok egyetemes nyilatkozata